# Käbiküla (Kehtna)
Käbiküla – wieś w Estonii, w prowincji Rapla, w gminie Kehtna.